# Dynastia Tudorów
Dynastia Tudorów (ang. The Tudors) – historyczny serial telewizyjny wyprodukowany przez telewizje BBC oraz Showtime i wyemitowany w latach 2007–2010. Akcja serialu rozgrywa się w Anglii w czasach rządów Henryka VIII. Opisuje życie dworskie pełne zdrad i intryg. Ukazuje genezę konfliktów europejskich owych czasów, namiętności pomieszane z walką dynastyczną oraz tło powstania Kościoła anglikańskiego.

## Produkcja
Wyemitowany po raz pierwszy w 2007 roku serial składa się z 10 czterdziestopięciominutowych odcinków. Od 30 marca 2008 emitowana była druga 10-odcinkowa seria Dynastii Tudorów. W roku 2009 wyemitowano trzecią serię tego serialu. Emisja czwartej, ostatniej, serii rozpoczęła się wiosną 2010. W Polsce serial wyświetlały telewizje HBO, Polsat Café, TVP1 oraz Fokus TV.

## Fabuła
Sezon 1
Początek rządów Henryka VIII to czas, kiedy skuteczność jego rządów była testowana przez międzynarodowe konflikty oraz wewnętrzne intrygi dworskie. Napięcie wywołane chęcią posiadania męskiego potomka przez króla, pozwoliło na wzrost znaczenia Anny Boleyn oraz marginalizację legalnej żony Katarzyny Aragońskiej.
Sezon 2
Henryk stał się głową Kościoła anglikańskiego. Uzyskał upragniony rozwód z Katarzyną Aragońską, skazując ją tym samym na życie pełne coraz większych upokorzeń. Anna Boleyn stała się nową królową, ale urodzenie przez nią córki oraz poronienie następnej ciąży, odwróciło uwagę króla w kierunku Jane Seymour.
Sezon 3
Relacje pomiędzy Kościołem katolickim a królem Henrykiem VIII pogorszyły się. Król poślubił Jane Seymour oraz Annę z Kleve. W tle dziejów dynastii pokazano wybuch powstania przeciwko królowi kierowanego przez Roberta Aske (ur. 1500, zm. 1537). Na zakończenie król wziął za żonę Katarzynę Howard.
Sezon 4
Ukazano małżeństwo Henryka z Katarzyną Howard, jej tragiczną śmierć oraz osobę ostatniej królowej: Katarzynę Parr.

## Lista odcinków

### Seria 1 (2007)
1. In Cold Blood
2. Simply Henry
3. Wolsey, Wolsey, Wolsey!
4. His Majesty, The King
5. Arise, My Lord
6. True Love
7. Message to the Emperor
8. Truth and Justice
9. Look to God First
10. The Death of Wolsey

### Seria 2 (2008)
1. Everything Is Beautiful
2. Tears of Blood
3. Checkmate
4. The Act of Succession
5. His Majesty’s Pleasure
6. The Definition of Love
7. Matters of State
8. Lady in Waiting
9. The Act of Treason
10. Destiny and Fortune

### Seria 3 (2009)
1. Civil Unrest
2. The Northern Uprising
3. Dissention and Punishment
4. The Death of a Queen
5. Problems in the Reformation
6. Search for a New Queen
7. Protestant Anne of Cleves
8. The Undoing of Cromwell

### Seria 4 (2010)
1. Moment of Nostalgia
2. Sister
3. Something for You
4. Natural Ally
5. Bottom of the Pot
6. You Have My Permission
7. Sixth and the Final Wife
8. As It Should Be
9. Secrets of the Heart
10. Death of a Monarchy

## Ekipa
- Produkcja: Eric Fellner, Tim Bevan
- Reżyseria: Charles McDougall, Steve Shill, Brian Kirk, Alison Maclean, Ciaran Donnelly
- Scenariusz: Michael Hirst

## Obsada
| Rola                                          | Aktor                  | Seria |
| --------------------------------------------- | ---------------------- | ----- |
| Król Henryk VIII                              | Jonathan Rhys Meyers   | 1-4   |
| Charles Brandon, książę Suffolk               | Henry Cavill           | 1-4   |
| Thomas Cromwell, hrabia Essex                 | James Frain            | 1-3   |
| Anna Boleyn                                   | Natalie Dormer         | 1-2   |
| Katarzyna Aragońska                           | Maria Doyle Kennedy    | 1-2   |
| Thomas More                                   | Jeremy Northam         | 1-2   |
| Thomas Wyatt                                  | Jamie Thomas King      | 1-2   |
| Thomas Boleyn, hrabia Wiltshire               | Nick Dunning           | 1-2   |
| George Boleyn                                 | Pádraic Delaney        | 1-2   |
| Mary Boleyn                                   | Perdita Weeks          | 1-2   |
| Jane Seymour                                  | Anita Briem            | 2     |
| Jane Seymour                                  | Annabelle Wallis       | 3     |
| Edward Seymour                                | Max Brown              | 2-4   |
| Maria I Tudor                                 | Blathnaid McKeown      | 1     |
| Maria I Tudor                                 | Sarah Bolger           | 2-4   |
| Thomas Cranmer, arcybiskup Canterbury         | Hans Matheson          | 2     |
| Paweł III                                     | Peter O’Toole          | 2     |
| Jane Parker, wicehrabina Rochford             | Joanne King            | 2-4   |
| Anna z Kleve                                  | Joss Stone             | 3-4   |
| Kardynał Otto Truchsess von Waldburg          | Max von Sydow          | 3     |
| John Hutton                                   | Roger Ashton-Griffiths | 3     |
| Kardynał Reginald Pole, arcybiskup Canterbury | Mark Hildreth          | 3     |
| Kardynał Thomas Wolsey, lord arcybiskup York  | Sam Neill              | 1     |
| Anthony Knivert                               | Callum Blue            | 1     |
| Thomas Howard, książę Norfolk                 | Henry Czerny           | 1     |
| Margaret Tudor, królowa Portugalii            | Gabrielle Anwar        | 1     |
| Jane Howard, hrabina Westmorland              | Slaine Kelly           | 1     |
| Francis Bryan                                 | Alan van Sprang        | 3-4   |
| Biskup Stephen Gardiner                       | Simon Ward             | 3-4   |
| Kardynał Jan Fisher                           | Bosco Hogan            | 1-2   |
| Biskup Bonnivet                               | Barry McGovern         | 1     |
| Kardynał Lorenzo Campeggio                    | John Kavanagh          | 1-2   |
| Robert Aske                                   | Gerard McSorley        | 3     |
| Anne Stanhope                                 | Emma Hamilton          | 3-4   |
| Katarzyna Howard                              | Tamzin Merchant        | 3-4   |
| Katarzyna Parr                                | Joely Richardson       | 4     |
| Henry Howard                                  | David O’Hara           | 4     |
| Thomas Culpeper                               | Torrance Coombs        | 4     |